# Felix Endrich
Felix Endrich (Bazel, 5 december 1921 - Garmisch-Partenkirchen, 31 januari 1953) was een Zwitsers bobsleepiloot. Endrich won tijdens de  wereldkampioenschappen bobsleeën 1947 de gouden medaille in de viermansbob en de zilveren medaille in de tweemansbob. Endrich won tijdens de Olympische Winterspelen 1948 in Sankt Moritz de gouden medaille in de tweemansbob en behaalde de vierde plaats in de viermansbob. Endrich won in 1951 de wereldtitel in de tweemansbob. Tijdens de Olympische Winterspelen 1952 behaalde Endrich zowel in de twee- als de viermansbob de vierde plaats. Endrich werd in 1953 wereldkampioen in de tweemansbob. Een paar dagen later, tijdens de trainingen voor de viermansbob, brak Endrich zijn nek doordat hij buiten de baan terecht kwam en tegen een boom tot stilstand kwam. Hij werd bij aankomst in het ziekenhuis doodverklaard.

## Resultaten
- Wereldkampioenschappen bobsleeën 1947 in Sankt Moritz  in de tweemansbob
- Wereldkampioenschappen bobsleeën 1947 in Sankt Moritz  in de viermansbob
- Olympische Winterspelen 1948 in Sankt Moritz  in de tweemansbob
- Olympische Winterspelen 1948 in Sankt Moritz 4e in de viermansbob
- Wereldkampioenschappen bobsleeën 1949 in Lake Placid  in de tweemansbob
- Wereldkampioenschappen bobsleeën 1951 in Alpe d'Huez  in de tweemansbob
- Olympische Winterspelen 1952 in Oslo 4e in de tweemansbob
- Olympische Winterspelen 1952 in Oslo 4e in de viermansbob
- Wereldkampioenschappen bobsleeën 1953 in Garmisch-Partenkirchen  in de tweemansbob

1932: Hubert Stevens / Curtis Stevens ·
1936: Ivan Brown / Alan Washbond ·
1948: Felix Endrich / Friedrich Waller ·
1952: Andreas Ostler / Lorenz Nieberl ·
1956: Lamberto Dalla Costa / Giacomo Conti ·
1964: Anthony Nash / Robin Dixon ·
1968: Eugenio Monti / Luciano De Paolis ·
1972: Wolfgang Zimmerer / Peter Utzschneider ·
1976: Meinhard Nehmer / Bernhard Germeshausen ·
1980: Erich Schärer / Josef Benz ·
1984: Wolfgang Hoppe / Dietmar Schauerhammer ·
1988: Jānis Ķipurs / Vladimir Kozlov ·
1992: Gustav Weder / Donat Acklin ·
1994: Gustav Weder / Donat Acklin ·
1998: Günther Huber / Antonio Tartaglia en Pierre Lueders / David MacEachern ·
2002: Christoph Langen / Markus Zimmermann ·
2006: André Lange / Kevin Kuske ·
2010: André Lange / Kevin Kuske ·
2014: Beat Hefti / Alex Baumann ·
2018: Francesco Friedrich / Thorsten Margis en Justin Kripps / Alexander Kopacz ·
2022: Francesco Friedrich / Thorsten Margis